# Banjos banjos
El pez banjo es la especie Banjos banjos, la única del género Banjos que a su vez es el único de la familia de los banjósidos, un pez marino distribuido por toda la costa oeste del océano Pacífico y la costa este del océano Índico, cuya pesca tiene una importancia pequeña.

## Anatomía
El cuerpo es alto y muy comprimido lateralmente, de un color marrón grisáceo y una mancha oscura en la parte blanda de la aleta dorsal, con una longitud máxima descrita es de unos 20 cm; tienen en la aleta dorsal 11 espinas y 11 radios blandos, mientras que en la aleta anal tiene 3 espinas y 7 radios blandos, siendo la tercera espina dorsal y la segunda anal especialmente largas y fuertes.

## Hábitat y biología
Viven en el mar de aguas tropicales a profundidad entre 50 y 400 m, pegados a las rocas del fondo, aunque generalmente cerca de las costas.